# Cytheropteron ruggierii
Cytheropteron ruggierii is een mosselkreeftjessoort uit de familie van de Cytheruridae. De wetenschappelijke naam van de soort is voor het eerst geldig gepubliceerd in 1955 door Pucci.